# Darmstädter Papiertheatersammlung
Die Darmstädter Papiertheatersammlung ist eine öffentlich zugängliche städtische Sammlung der Mathildenhöhe zu den Papiertheatern in Darmstadt aus dem Nachlass von Walter Röhler.

## Geschichte
Der am 19. Juli 1911 in Darmstadt geborene Lehrer Walter Röhler begann schon früh, eine Sammlung von Originalbögen für den Zusammenbau von Papiertheatern aufzubauen und auch fertig aufgebaute Bühnen zu sammeln.
Das Bespielen von Papiertheatern im häuslichen Bereich war in der bürgerlichen Gesellschaft des 19. Jahrhunderts weit verbreitet.
Spezialisierte Verlage vertrieben auf festem Papier oder Pappe gedruckte Bögen zum maßstabsgerechten Zusammenbau von Papiertheatern.
Diese Bögen wurden zum Teil von namhaften Künstlern gestaltet.
In Darmstadt entwarf u. a. der Hoftheatermaler Carl Beyer Bühnendekorationen für Papiertheater.
Daneben gab es Texthefte mit der gekürzten und vereinfachten Wiedergabe klassischer Stücke.
Walter Röhler sammelte und erforschte die Geschichte der Papiertheater über mehrere Jahrzehnte und veröffentlichte Aufsätze und Rezensionen zum Themenbereich.
Nach dem Tod von Walter Röhler, am 24. Januar 1974 in Mörstadt erbte die Stadt Darmstadt die Papiertheatersammlung und seinen schriftlichen Nachlass.
Die Sammlung wurde zunächst im Museumsdepot auf der Mathildenhöhe untergebracht.
Später ging sie jahrelang als Leihgabe an das Deutsche Institut für Puppenspiel – DIP in Bochum.
Im Jahr 1995 erhielt die Stadt Darmstadt die Sammlung zurück.
In den Jahren 1995 und 1996 wurde die Sammlung von einem Theaterwissenschaftler geordnet, erschlossen und gesichert und im Anschluss daran dem Verein Nachbarschaftsheim Darmstadt e. V. übergeben. Der Verein übernahm in den folgenden Jahren die Pflege und Unterhaltung der Sammlung.
Unterstützt wurde er dabei durch den 1994 gegründeten Verein der Freunde und Förderer der Darmstädter Papiertheatersammlung. Seit 2019 betreut erneut das Institut Mathildenhöhe die Sammlung.

## Standort und Umfang
Seit dem Jahr 1997 ist die Papiertheatersammlung in einem Gebäude der Stadt Darmstadt untergebracht.
Die öffentlich zugängliche Sammlung umfasst 114 aufgebaute Papiertheater, 77 komplette Figuren- und Kulissensätze und über 8.000 Papiertheaterbögen.
Daneben existiert eine Fachbibliothek mit mehreren hundert Bänden.

## Sonstiges
Walter Röhlers schriftlicher Nachlass befindet sich im Stadtarchiv von Darmstadt.